# Feel What You Want
Feel What You Want is een nummer van de Amerikaanse zangeres Kristine W. Het is de eerste single van haar debuutalbum Land of the Living uit 1996. In juli 1994 werd de oorspronkelijke versie wereldwijd oo single uigebracht.

## Achtergrond
De single werd vooral in thuisland de VS, Nederland, België (Vlaanderen) en het Verenigd Koninkrijk een hit. In de VS werd de nummer 1 positie behaald, in het Verenigd Konimkrijk de 33e positie in de UK Singles Chart, de 67e in Schotland en de 83e in de Eurochart Hot 100.
In Nederland was de single in week 30 van 1994 de 77e Megahit op Radio 3FM en werd een hit. De single bereikte de 5e positie in de destijds nieuwe publieke hitlijst op Radio 3; de Mega Top 50 en de 4e positie in de Nederlandse Top 40 op toentertijd Radio 538.
In België bereikte de single de 22e positie in de voorloper van de Vlaamse Ultratop 50 en de 19e positie in de Vlaamse Radio 2 Top 30. In Wallonië werd géén notering behaald. 
In 2010 werd de single gecoverd door de Duitse deephouseproducer Phonique.